# José L. Chon

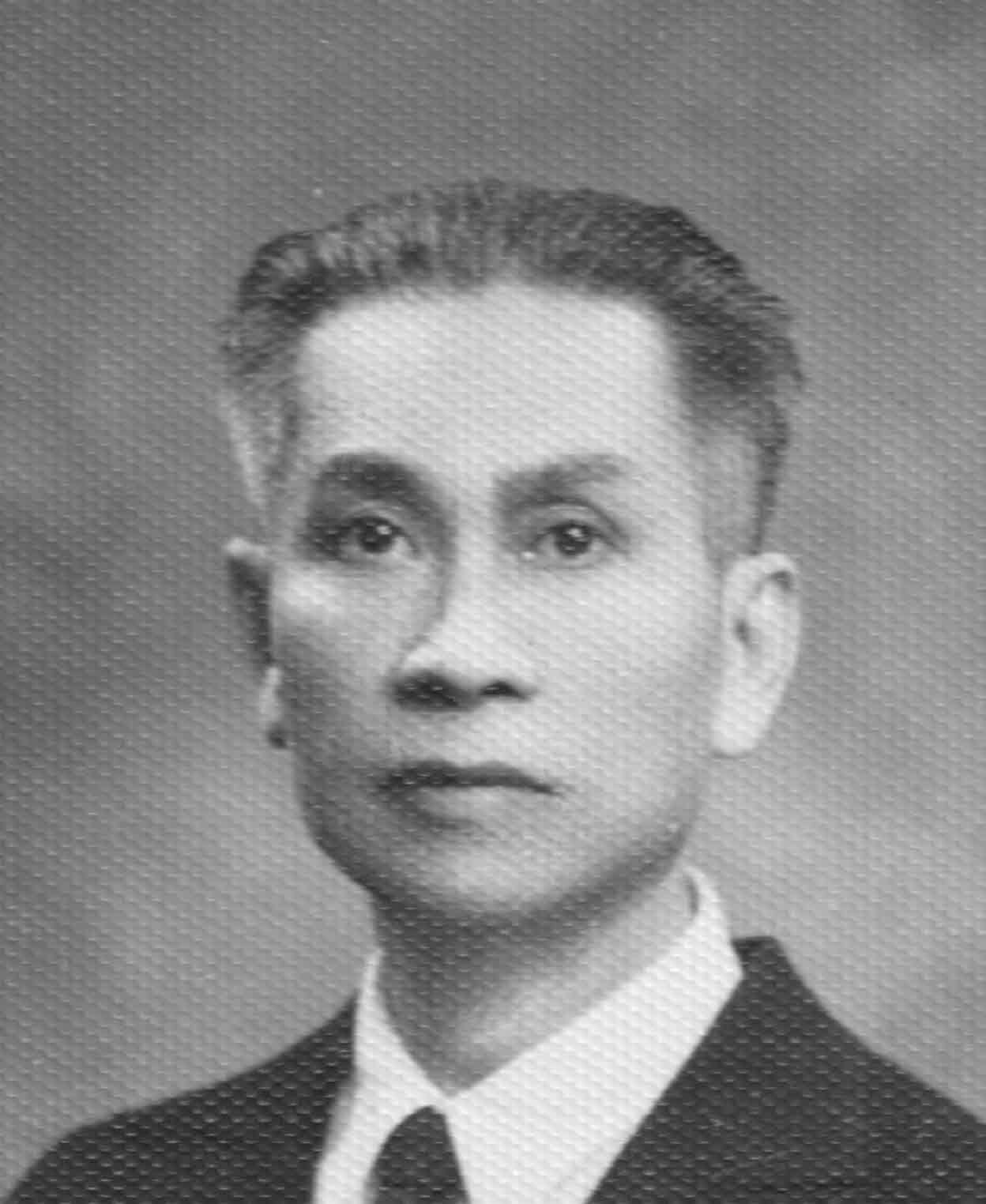
José L. Chon

José Ley Chon (Nanhai, Guǎngdōng, China, dinastía Qing, 3 de mayo de 1888 - Hermosillo, Sonora, México, 5 de abril de 1971), su nombre auténtico de acuerdo a un documento consular y siguiendo la costumbre china de anteponer el apellido del nombre era 張深 (CHONG Shen). Debido a que en chino mandarín la transcripción pinyin del apellido 張 es Zhang y en chino hakka es Chong, es fácil suponer que José L. Chon fue un hablante de esta última lengua, la cual es muy común en la región sur de China incluyendo la provincia de Guǎngdōng (Cantón). En México CHONG Shen adoptó el nombre de José L. Chon, siendo la L la inicial del apellido Li (李 o Li, Ley entre los chinos emigrados a Hispanoamérica), adoptado de su esposa, una integrante del clan Li. Ocasionalmente, un hombre en China, generalmente un hijo menor de una familia pobre, podía tomar el apellido de su mujer en el matrimonio, Esto sucedía cuando una familia bien acomodada, pero sin hijos varones, necesitaba un heredero masculino para perpetuar el linaje de la familia. En esos casos un novio pobre entraba en la familia de su esposa y tomaba su apellido para así perpetuar el apellido de la familia de la esposa. Cabe mencionar que ese matrimonio con la mujer del clan Li no tuvo hijos, él emigró a México y retuvo el Ley como su segundo apellido. La madre de José L. Chon tenía el apellido Bung, el cual es una de las transliteraciones del apellido chino 文 (Wen en mandarín, pero Bung entre chinos que migraron a la región de Singapur y Malasia). José L. Chon fue un notable médico herbolario que tuvo su residencia en Hermosillo, Sonora, México.

## Sus primeros años
Sin más instrucción que la elemental adquirida al nivel de su pobreza, afrontó el destino común que la gran China ofrecía a los humildes: ser devotos súbditos anónimos de Su Majestad el Emperador Guangxu (o del poder detrás del trono en manos de la emperatriz Dowager Cixi) y trabajar sin descanso como jornaleros en los centros de pesca y las plantaciones agrícolas, bajo la explotación de privilegiados y crueles mandarines, a cambio de mísera paga.
Desde muy pequeño había sentido por la medicina botánica una marcada simpatía que creció hasta la obsesión. Padeciendo desvelos, estirando su exiguo jornal y aguantando privaciones, combinó el trabajo con el estudio. Lo ayudaron paternalmente veteranos profesionales en la materia, con valiosas orientaciones que le permitieron dominar el arte del diagnóstico por medio del pulso, herramienta milenaria de la medicina china. Leyó con avidez los tratados que cayeron en sus manos, realizó prácticas, perfeccionó conocimientos y al fin alcanzó la culminación su viejo anhelo: convertirse en médico tradicional.
Durante la juventud todos los humanos pasamos por inquietudes y divagaciones aventureras, que la mayoría de las veces se deshacen como castillos de naipes. Esto no fue la excepción para José L. Chon, pero con firme valor realizó las ilusiones forjadas y se alejó de su arcaico país hacia donde la suerte lo condujera, llevando consigo el conocimiento, una selección de hierbas medicinales de su tierra natal y la mejor decisión de practicar el bien a través del ejercicio profesional.

## México, su nueva casa
Bajo el auspicio del Tratado de Amistad, Comercio y Navegación de 1899 entre México y China impulsado por el presidente Porfirio Díaz, José L. Chon llegó al puerto de Mazatlán, Sinaloa en 1906 y se estableció en Hermosillo, Sonora, México. Es importante destacar que para 1910 se tenía un registro de 4,486 chinos en Sonora, El trato con una cultura extraña, con las incomprensiones y recelos de la sociedad mexicana de principios de siglo XX no lo hizo retroceder y transformando sus amarguras en esperanzas optimistas decide acoplarse al ritmo que el viejo Hermosillo le marcaba.
Empezó a trabajar entre los integrantes de la colonia china, aprendió a hablar, a leer y escribir español lo suficiente como para darse a entender. Descubrió excelentes propiedades curativas en hierbas y plantas regionales y nacionales. Añadió a sus habilidades botánicas el estudio y aplicación de primeros auxilios y poco a poco sus servicios se fueron extendiendo hacia la gente mexicana. Abrió después al público su pequeña botica herbaria en la que diagnosticaba, preparaba y despachaba. El establecimiento, que rápidamente ganó amplia popularidad, cambió de domicilio varias veces, siempre dentro del barrio chino. En el acta de su primer matrimonio en 1918 declaró que vivía en la Calle Oaxaca No. 25, pero el censo de población de 1930 lo ubica en la antigua calle Campeche (hoy Plutarco Elías Calles) esquina con Garmendia, en donde hoy es (y por mucho tiempo ha sido) un comercio de enmarcado de cuadros y espejos. Ese domicilio lo ocupó hasta 1940 ya que se mudó a su último hogar en la esquina de las calles Dr. Noriega y Narbona. Su botica se ubicaba en 1918 en la esquina de las calles Oaxaca y Garmendia para luego trasladarse detrás de la escuela Leona Vicario, en la esquina de las calles Plutarco Elías Calles y García Morales.
En Hermosillo había gran abundancia de inmigrantes chinos que comenzaron a llegar desde finales del siglo XIX en busca de trabajo. Convivieron desde el principio en estrecha unión y tuvieron descendencia con mujeres mexicanas a pesar de la Ley n.º 31 vigente en Sonora desde el 22 de diciembre de 1923 y que era parte de la campaña antichina. Esta ley prohibía los matrimonios entre chinos y mexicanas aun cuando aquellos tuvieran la naturalización mexicana. Estos inmigrantes ahorraban pacientemente la mayor parte de lo que ganaban y al correr de los años formaron un poderoso conglomerado que acaparó los principales recursos de la endeble economía local.

## Participación en la Revolución Mexicana
La fama de José L. Chon se extendió por muchos lugares de nuestra república y llegó a conocimiento de altos personajes de la revolución cuando ésta se hallaba en su plenitud. Los principales jefes, que repetidamente estuvieron en Sonora, lo visitaban, unos por curiosidad, otros en busca de remedios y casi todos con el ánimo de saborear exquisitos platillos cantoneses. La amistad que surgió de esas relaciones y el convencimiento de la calidad humana y las aptitudes del doctor Chon en el ejercicio de la medicina naturista, le concedieron la distinción de ser incorporado al entonces escaso servicio sanitario del ejército, en el que llegó a ostentar el grado de Capitán Primero.
Con sólido ahínco y sin bandera política, sirvió abnegadamente en la cruenta guerra intestina junto a las fuerzas revolucionarias del general Álvaro Obregón. Formó parte del cuerpo de la Cruz Roja, al mando del teniente coronel médico Pedro Escobar en las sangrientas batallas de Santa Rosa y Santa María en las cercanías de Guaymas. Estas batallas se libraron en 1913 contra los federales comandados por el general Pedro Ojeda, al servicio de Victoriano Huerta. El general Obregón en su crónica “Ocho mil kilómetros en campaña” elogia el valor y entrega del cuerpo médico-sanitario al mando de Pedro Escobar ya que estuvieron siempre expuestos al fuego enemigo aún en los momentos de levantamiento de muertos y heridos. Posteriormente siguió prestando sus servicios a la revolución en el estado de Chihuahua y obtuvo su baja cuando disminuyó la intensidad de la lucha y las corporaciones militares fueron dotadas de servicios sanitarios más completos. Su trabajo mitigó muchos dolores y lo premió con grandes afectos en la tropa, oficiales y jefes. Las soldaderas lo auxiliaban obedientes en quehaceres de enfermería, aplicando los conocimientos que él mismo les enseñaba.
Su botica en Hermosillo era atendida parcialmente por practicantes rudimentarios, con quienes mantenía el más frecuente contacto que le permitían las exigencias de la contienda. Al reintegrase a la vida civil, se le recibió jubilosamente por sus clientes viejos y nuevos. En el medio revolucionario lo extrañaban ya que no pocos soldados siguieron acudiendo a consultarlo y nunca le ocultaron la estimación y el respeto que por él sentían. En cierta ocasión un par de exsoldados lo visitaron y quienes cuadrándose marcialmente lo dijeron: “mi Capitán Chon”.

## La epidemia de 1918
En 1918, Hermosillo y otros poblados de Sonora fueron víctimas de la “influenza española”, terrible epidemia que causó centenares de defunciones. La ciencia médica luchó denodadamente contra la peste, pero ésta, salvo contados casos benignos, siguió cundiendo inclemente. Fue entonces cuando José L. Chon, investigando y experimentando sin descanso, conquistó el mayor de sus éxitos con dos nuevas pócimas de hierbas medicinales que embotelló y repartió a discreción. Se trataba de líquidos color oscuro, marcados con los números 1 y 2, en cuyo orden habrían de tomarse. El general Plutarco Elías Calles, siendo gobernador del Estado de Sonora (1917-1919) y el general Miguel Piña visitaron a José L. Chon en su domicilio particular y constataron la efectividad del remedio contra la influenza. El general Elías Calles le solicita que prepare el remedio en grandes cantidades y le presta al Dr. Chon la cantidad de $150 dólares para que adquiera los insumos en la cantidad necesaria a través de un pedido especial a la ciudad de San Francisco, California, en donde estaba ya bien establecida una gran colonia china y era puerto de entrada para una gran cantidad de insumos provenientes del lejano país oriental. El remedio fue repartido en los cuarteles de la frontera y en los fuertes Ortiz y La Misa, en donde había mayor número de enfermos y entre los civiles por conducto de los Presidentes Municipales. En el caso de la ciudad de Hermosillo, el presidente municipal Don Ignacio Romero trabajó hombro a hombro con el Dr. Chon para distribuir el remedio en la ciudad. Su uso dio resultados sorprendentes pues la mayoría de las personas que tomaron el remedio sanaron completamente y en pocos días la “influenza española” declinó y desapareció por tan infalibles y raras hierbas. Los beneficios de las pócimas del Dr. Chon alcanzaron también a la debilitada tribu Seri, que la epidemia empujaba rápidamente a su extinción. Los pocos indios que quedaban, casi todos enfermos, se salvaron y pudieron reorganizarse.

## Un lugar en el anecdotario Sonorense
En Hermosillo, el comercio de abarrotes, ropa, telas, calzado y efectos similares pertenecían a chinos en un 98%. Destacaban las fuertes casas de Juan Lung Tain, Luis Lau, Agustín Chan, Juan Gay, Tan Qui, Wong, Cinco y Compañía, Quong Wo Chong, entre otras, de los que dependían centenares de changarros diseminados por todos los barrios. Tras los mostradores de esos giros -grandes y chicos- no había un solo mexicano. Los chinos controlaban, además, otros diversos negocios como dulcerías, restaurantes, lavanderías, sastrerías, etc. Igual situación prevalecía en las demás poblaciones sonorenses y parte de las ganancias salían al Celeste Imperio sin dejar huella de alguna obra material en provecho de la comunidad en general. Esto avivó aún más el sentimiento antichino de la sociedad Sonorense de las primeras décadas del siglo XX.
“El chino José”, “el doctor chino” o “el doctor Chon” -como lo denominaban sus miles de clientes y amigos- era distinto. Por natural temperamento o tal vez por noble atavismo, vivió dedicado exclusivamente a practicar el bien. Profesó entrañable cariño a Hermosillo, se naturalizó mexicano, abrazó la religión católica, perteneció y sirvió a sociedades fraternalistas como la Sociedad de Artesanos Hidalgo y la Alianza Hispano Americana. En 1918 se casó con Refugio León, originaria de Durango, relación que terminó en los primeros años de la década de los años 30 sin un divorcio legal y sin hijos. Posteriormente se unió libremente con Mercedes Félix López, originaria del estado de Sinaloa, con quien formalizó matrimonio a mediados de la década de los 50. El hecho de no tramitar un divorcio y formalizar tardíamente su segunda unión pudo haberse debido al temor de exponer su situación amorosa con mujeres mexicanas ante las autoridades civiles que apoyaban la campaña antichina en Sonora y sufrir las consecuencias de la Ley n.º 31 de 1923 que prohibía el matrimonio de chinos con mexicanas. 

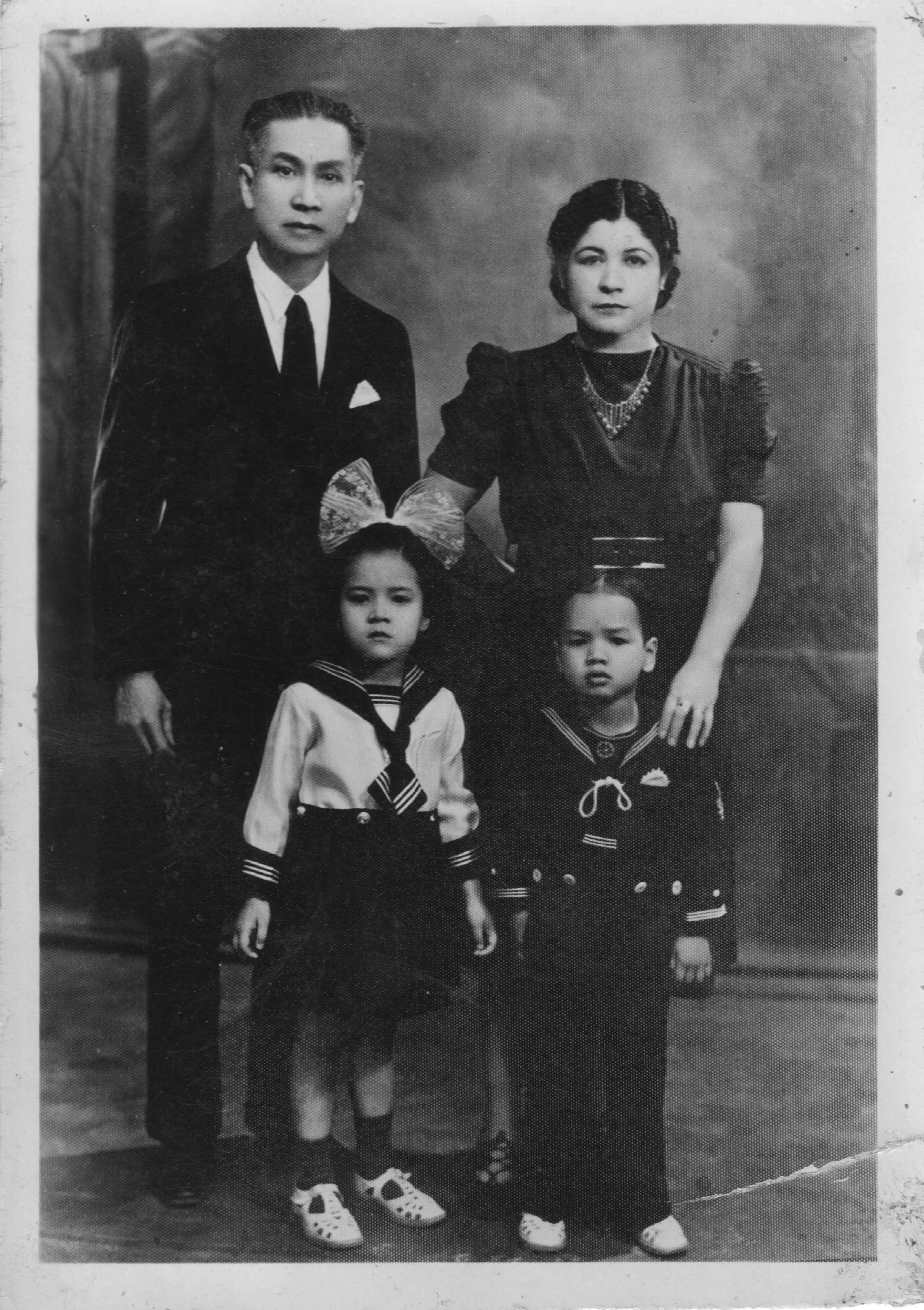
Familia Chon Félix. Foto de estudio.

De las ocho de la mañana hasta altas horas de la noche se le veía constantemente atendiendo a su clientela, siempre sonriente y afectuoso, cumpliendo cabalmente con la filosofía del fraternalismo de la Alianza Hispano Americana: 
El hombre fraternalista…está siempre dispuesto a sacrificarse por su prójimo. Es el que imparte el bien a los demás, sin detenerse en detalles, ni examinar a las personas, a las que protege o ayuda. Se debe a todos en general y en particular a los más necesitados. Y no hay vez que se le llame que no responda, que se le busque y no se le halle y que se le pida y no de lo que pueda. El fraternalista sufre con lo que sufren y llora con los que lloran, alegrándose con los que se alegran. No es el interés el que guía al fraternalista, ni tiene por finalidad la alabanza propia, ni el prurito de exhibirse ante los demás; tiene por objetivo el bien por el bien mismo
.
Aparte de sus habilidades de curandero, tenía vastos conocimientos en el arte culinario chino, pero solo los practicaba ocasionalmente a ruego de sus amigos. La cocina oriental pudo haberle producido sobradas ganancias, en contraste con los exiguos ingresos que le representaba el inquebrantable cumplimento de su primordial obligación: hacer el bien con la medicina herbolaria. Jamás sintió la tentación de atesorar o exportar dinero.
José L. Chon cobraba honorarios ínfimos a los pacientes que podían pagarle. Los menesterosos recibían servicio gratuito y muchas veces auxilio económico. La filantropía que lo caracterizaba, sus servicios a la revolución y la amistad que lo unió con altas personalidades militares y civiles del gobierno lo hicieron merecer aprecio sincero y consideraciones especiales. La campaña antichina de los años 30 lo respetó íntegramente y cuando bajo presiones mezquinas se le intrigaba ante las autoridades, la maquinación iba al fracaso y las consecuencias solían volverse en contra de sus autores. De mucho sirvió la gestión del General Plutarco Elías Calles como Secretario de Guerra y Marina en 1932 para que el presidente Abelardo L. Rodríguez le extendiera una carta de agradecimiento por sus servicios revolucionarios a la vez que solicitaba a las autoridades civiles y militares se le respetara y diera protección.
En la tarde del 5 de abril de 1971 falleció a la edad de 83 años en brazos de su amada esposa y víctima de un paro cardíaco fulminante. El diagnóstico oficial fue de “agotamiento senil”. Muchos años después de su muerte la gente seguía buscándolo en su domicilio con la esperanza de ser atendidos y aliviados de sus enfermedades.
El H. Ayuntamiento de la ciudad de Hermosillo, en sesión ordinaria del 23 de marzo del 2018 (Acta n.º 48) acordó asignar a una vialidad de la ciudad con el nombre de José L. Chon, por su destacada labor altruista y social en el ámbito de la medicina y la salud pública, en especial en el año de 1918 cuando la sociedad fue azotada por la "influenza española".